# Graham Fleming
Graham Richard Fleming (* 3. Dezember 1949 in Barrow (heute Barrow-in-Furness), Cumbria) ist ein britisch-US-amerikanischer Physikochemiker.
Fleming studierte an der University of Bristol mit dem Bachelor-Abschluss 1971 und wurde 1974  bei George Porter an der Universität London promoviert. Als Post-Doktorand war er am Caltech und an der Universität Melbourne. 1977 bis 1979 war er Leverhulme Fellow des Royal Institute. 1979 wurde er Assistant Professor, 1983 Associate Professor und 1985 Professor an der University of Chicago. 1987 wurde er dort Arthur Holly Compton Distinguished Service Professor und war drei Jahre Vorstand der chemischen Fakultät. Während dieser Zeit leitete er die Gründung des Institute for Biophysical Dynamics. 1997 wurde er Professor für Chemie an der University of California, Berkeley, an der er Melvin Cahn Distinguished Professor für chemische Biodynamikist. 2009 wurde er Vizekanzler für Forschung. Er gründete eine Abteilung Physical Bioscience am Lawrence Berkeley National Laboratory (NBNL), dessen stellvertretender Direktor der 2004 bis 2006 war. Er war Mitgründer und Direktor des Institute for Quantitative Bioscience in Berkeley.
Er befasste sich mit ultraschneller Spektroskopie von Reaktionsdynamik in Lösung, dem Primärprozess der Photosynthese (und andere zugehörige Phänomene wie Reparatur und Schutz sowie Regulierung des Photosynthese-Apparats in interdisziplinärer Zusammenarbeit mit Molekularbiologen und Genetikern) und innerer Bewegung in Proteinen und Peptiden.
Seine Gruppe bemüht sich aufgrund der Untersuchung natürlicher Photosynthese-Systeme künstlich zu entwickeln. Seine Gruppe zeigte mit zweidimensionaler Elektronen-Spektroskopie die Existenz langlebiger quantenmechanischer Kohärenz im Lichtsammelkomplex.
Außerdem befasst er sich mit verschiedenen Nanostrukturen wie Nanoröhren.
1980 wurde er Forschungsstipendiat der Alfred P. Sloan Foundation (Sloan Research Fellow). 1998 erhielt Fleming den Peter Debye Award, 2002 den Earle K. Plyler Prize, 1985 den Coblentz Award, den Remsen Award, 1981 die Marlow Medal der Royal Society of Chemistry, 1996 den Inter-American Photochemical Society Award, 1996 die Centenary Lecture and Medal der Royal Society of Chemistry,  2004 die Porter Medal der European Photochemistry Association, 2008 den Ahmed Zewail Award und 1991 die Tilden Medal. Für 2016 wurde Fleming die Faraday-Vorlesung und -Preis zugesprochen. Er ist Fellow der American Association for the Advancement of Science, der National Academy of Sciences und seit 1991 der American Academy of Arts and Sciences. 1994 wurde er Fellow der Royal Society. 2011 wurde er zum Mitglied der American Philosophical Society gewählt.